# Skootamatta Lake
Skootamatta Lake är en sjö i Kanada.   Den ligger i countyt Lennox and Addington County och provinsen Ontario, i den sydöstra delen av landet, 140 km sydväst om huvudstaden Ottawa. Skootamatta Lake ligger 290 meter över havet. Arean är 13,4 kvadratkilometer. Den sträcker sig 6,2 kilometer i nord-sydlig riktning, och 8,0 kilometer i öst-västlig riktning.
I omgivningarna runt Skootamatta Lake växer i huvudsak blandskog. Runt Skootamatta Lake är det mycket glesbefolkat, med 2 invånare per kvadratkilometer.